# アリス・ジーン・クリーター
アリス・ジーン・クリーター（Alice Jean Cleator、1871年1月 - 1926年4月27日）は、アメリカの女性、日曜学校用聖歌の作者。日本の讃美歌「うるわしの白百合」「ちいさなかごに」の作詞者。

## 生涯
1871年1月、ジョン・クリーター（John Cleator）とマーガレット・アン・ケリー（Margaret Ann Kelly）の娘として、イギリスのマン島アンドレアスに生まれる。1870年代に家族とともにアメリカへ移住。1880年にはオハイオ州クラリドン、1900年から1920年まではジアーガ郡で暮らしており、1915年頃まではニューヨーク市の学校で教えていた。日曜学校用の聖歌を生涯で200以上作詞する。1926年4月27日、オハイオ州クリーブランドにて死亡。墓はイースト・クラリドン墓地にある。

## 日本語讃美歌
讃美歌 (1954年版)
- 496番「うるわしの白百合」 - 原題は「Beautiful lilies, white as the snow」[3]。白百合の花に寄せてイースターの出来事を暗示した歌詞であり、旋律の美しさから日本で広く歌われる[4][5]。

讃美歌第二編
- 26番 「ちいさなかごに」 - 原曲名は「Little Deeds」。グラント・コルファックス・テュラー（Grant Colfax Tullar 1869年 - 1950年）の作曲。歌詞の原題は「Just a dainty basket」[6]。明治版『讃美歌第二編』（1909）に収録したものを、『讃美歌第二編』（1971）に編集委員会が口語化して収録した[7]。